# Les Tortues Ninja 3
Pour les articles homonymes, voir Tortue (homonymie) et Ninja (homonymie).
Série Les Tortues Ninja
Les Tortues Ninja 2
Pour plus de détails, voir Fiche technique et Distribution.
Les Tortues Ninja 3 (Teenage Mutant Ninja Turtles III) est un film américain de Stuart Gillard sorti en 1993.

## Synopsis
Au Japon, au XVIIe siècle. Quatre samouraïs poursuivent le prince Kenshin qui s'est révolté contre son père. Arrêté et emprisonné, Kenshin saisit un sceptre. De nos jours, à New York, la journaliste April O'Neil, est venu offrir à ses amis Leonardo, Donatello, Raphael, Michelangelo et Splinter le même sceptre qu'elle a trouvé chez un antiquaire. Alors qu'elle en lit l'inscription, elle disparaît et Kenshin apparaît à sa place. Les quatre tortues Ninja reviennent au XVIIe siècle pour délivrer April et aider la princesse Mitsu à résister à l'invasion des troupes du roi Norinaga. Elles seront aidées par un jeune pirate, Whit Whitley, l'ancêtre de Casey Jones…

## Fiche technique
- Titre français complet : Les Tortues Ninja 3 : retour au pays des samouraïs[1]
- Titre original : Teenage Mutant Ninja Turtles III
- Réalisation : Stuart Gillard
- Scénario : Stuart Gillard, d'après les personnages créés par Kevin Eastman et Peter Laird
- Costume : Dodie Shepard
- Décors : Roy Forge Smith
- Direction artistique : Mayne Berke
- Directeur artistique : Fabrice Szablewski
- Musique : John Du Prez
- Producteurs : David Chan, Kim Dawson et Thomas K. Gray
  - Coproducteur : Terry Morse Jr
  - Producteur délégué : Raymond Chow
- Sociétés de production : Golden Harvest et Clearwater Holdings
- Distribution : New Line Cinema (États-Unis), 20th Century Fox (France)
- Pays d'origine : États-Unis, Hong Kong
- Langues originales : anglais, japonais
- Format : 1,85:1 -  35 mm
- Genre : science-fiction, action, comédie
- Durée : 96 minutes
- Dates de sortie[1] :
  - Canada : 16 mars 1993
  - États-Unis : 19 mars 1993
  - France : 21 juillet 1993

## Distribution
- Mark Caso (VF : Thierry Wermuth) : Leonardo
- Matt Hill (VF : Emmanuel Gomès Dekset) : Raphael
- David Fraser (VF : Jean-François Vlérick) : Michelangelo
- Jim Raposa (VF : Serge Faliu) : Donatello
- Paige Turco (VF : Nathalie Juvet) : April O'Neil
- Elias Koteas (VF : Renaud Marx) : Casey Jones / Whit
- Stuart Wilson (VF : Gérard Rinaldi) : Walker
- Sab Shimono (VF : Pierre Baton) : le seigneur Norinaga
- Vivian Wu (VF : Sarah Marot) : Mitsu
- James Murray (VF : Michel Modo) : Hamato Yoshi / Splinter
- Henry Hayashi : Kenshin
- John Aylward (VF : Jean-Claude Sachot) : Niles
- Travis A. Moon (VF : Dimitri Rougeul) : Yoshi
- Tad Horino (VF : Henri Labussière) : le grand-père
- Mak Takano : le garde d'honneur no 1
- Steve Akahoshi : le garde d'honneur no 2
- Kent Kim : le garde d'honneur no 3
- Ken Kensei : le garde d'honneur no 4
- Glen Chin : le geôlier

## Bande originale
Bandes originales par Les Tortues Ninja
Les Tortues Ninja 2
(1991) TMNT : Les Tortues Ninja
(2007)
1. Tarzan Boy - Baltimora
2. Can't Stop Rockin' - ZZ Top
3. Rockin' Over the Beat - Technotronic feat Ya Kid K
4. Conga - The Barrio Boyzz
5. Turtle Jam - Psychedelic Dust  feat Loose Bruce
6. Figher - Definition of Sound
7. Yoshi's Theme - John Du Prez & Ocean Music
8. Turtle Power - Partners in Kryme
9. Tarzan Boy (Remix) - Baltimora
10. Rockin' Over The Beat (Rockin' Over Manchester Hacienda Remix) - Technotronic feat Ya Kid K